# Most s výklenkovou kaplí sv. Jana Nepomuckého v Dolní Pěně
Most s výklenkovou kaplí sv. Jana Nepomuckého v Dolní Pěně v okrese Jindříchův Hradec přemosťuje Pěnenský potok. Soubor mostku s kaplí a sochou je památkově chráněn. Nachází se asi půl kilometru od zaniklého Římského mostu, který je rovněž památkově chráněn.

## Popis
Jedná se o jednoobloukový levošikmý most s masivní konstrukcí, s křídly a bez zídek. Klenba je polokruhová. Most je vyzděn z lomového neomítaného kamene. Jeho délka je nepatrná, ale šířka poměrně velká. Na západní straně mostu se nachází barokní výklenková kaplička, vyrůstající z předsazeného soklu s okosenými rohy. Hranol kapličky je členěn lizénovými rámci. Přední strana kaple je prolomena nikou, její otvor je zaklenut polokruhovým obloukem, který zvýrazňuje archivolta. V nice je umístěna socha svatého Jana Nepomuckého na podstavci. Omítka kapličky je hladká a zastřená. Most je na rozdíl od kapličky v sešlém stavu. Je orientován severojižně.